# Злочиначки умови (4. сезона)
Злочиначки умови (engl. Criminal Minds) је америчка криминалистичка драмска телевизијска серија која прати рад Јединице за анализу понашања (ЈАП-а) (engl. Behavioral Analysis Unit - BAU) чије је седиште у Квантику у Вирџинији. Серија се разликује од других серија те врсте по томе што се више усредсређује на злочинца него на сам злочин. Серију је продуцирала продукција The Mark Gordon Company у сарадњи са телевизијским студијима CBS и ABC. Серија је првобитно названа Квантико, а пробна епизода је снимљена у Ванкуверу.

## Опис
Четврта сезона серије Злочиначки умови је емитована на каналу CBS од 24. септембра 2008. до 20. маја 2009. У току сезоне Џенифер Џаро се породила и родила сина коме је дала име Хенри. У стварности Андреа Џој Кук је била трудна са првим дететом. Хенрија је касније играо син Андрее Џој Кук Мекаи Андерсен.

## Улоге
- Џо Мантења кao Дејвид Роси
- Паџет Брустер кao Емили Прентис
- Шемар Мур кao Дерек Морган
- Метју Греј Габлер кao Спенсер Рид
- А.Џ. Кук кao Џенифер Џаро
- Кирстен Вангснес кao Пенелопи Гарсија
- Томас Гибсон кao Арон Хочнер

## Епизоде
| Бр. еп. (укупно) | Бр. еп. (у сезони) | Наслов                     | Редитељ              | Сценариста                   | Премијера           | Прод. код | Гледаност у U.S. (милиони) |
| --- | ------------------ | -------------------------- | -------------------- | ---------------------------- | ------------------- | --------- | -------------------------- |
| 66 | 1                  | "Хаос (2. део)"            | Едвард Ален Бернеро  | Сајмон Мирен                 | 24. септембар 2008. | 401       | 17.01                      |
| Када је бомба постављена испод владиног теренског возила детонирана у Њујорку, ЈАП покушава да утврди да ли је неко од њихових повређен и да ухапси одговорне пре него што дође до инцидента већих размера. |                    |                            |                      |                              |                     |           |                            |
| 67 | 2                  | "Стваралац анђела"         | Глен Кершо           | Ден Дворкин и Џеј Бити       | 1. октобар 2008.    | 402       | 14.78                      |
| Када се догодио низ убистава на годишњицу погубљења серијског убице из Охаја, Јединица за анализу понашања (ЈАП) утврђује да имитатор покушава да заврши оно што је првобитни убица започео. У међувремену, Хоч се бори да се опорави од тешке повреде. |                    |                            |                      |                              |                     |           |                            |
| 68 | 3                  | "Минимални губитак"        | Феликс Алкала        | Ендру Вајлдер                | 8. октобар 2008.    | 403       | 16.19                      |
| Када су власти у округу Ла Плата у Колораду примиле позив на број 911 у којем се наводи злостављање деце у комплексу који припада верској секти, Прентисова и Рид иду на тајни задатак да истраже, али постају уплетени у кризу са таоцима са високим улозима пошто је рација кренула катастрофално по злу.                                                  |                    |                            |                      |                              |                     |           |                            |
| 69 | 4                  | "Рај"                      | Џон Галагер          | Дебра Џ. Фишер и Ерика Месер | 22. октобар 2008.   | 404       | 15.01                      |
| Када се открило да су три неповезане саобраћајне несреће у Невади биле инсцениране, ЈАП покушава да ухвати непознатог починиоца који психолошки мучи парове који путују пре него што добије прилику да поново убије. |                    |                            |                      |                              |                     |           |                            |
| 70 | 5                  | "Хватање"                  | Чарлс Хејд           | Оан Ли                       | 29. октобар 2008.   | 406       | 13.97                      |
| Када је низ пљачки и убистава у Централној долини Калифорније однео животе шесторо људи, Јединица за анализу понашања (ЈАП) утврђује да убица бира своје жртве на основу њихове близине железничкој прузи. У међувремену, Џеј-Џеј упознаје екипу са могућом привременом заменом Џордан Тод.                                                                  |                    |                            |                      |                              |                     |           |                            |
| 71 | 6                  | "Нагони"                   | Роб Спера            | Крис Манди                   | 5. новембар 2008.   | 405       | 14.30                      |
| Када је петогодишњи дечак из Лас Вегаса у Невади пронађен мртав, а други дечак је убрзо након тога отет, ЈАП покушава да пронађе заједничког демонизатора између злочина. У међувремену, Рид почиње да пати од понављајућих снова који га терају да се присећа заборављених успомена из детињства.                                                           |                    |                            |                      |                              |                     |           |                            |
| 72 | 7                  | "Сећање"                   | Гај Норман Би        | Ден Дворкин и Џеј Бити       | 12. новембар 2008.  | 407       | 14.83                      |
| Рид одлучује да остане у Лас Вегасу покушавајући да утврди да ли је његов отац, са којим је отуђен, одговоран за убиство друга из детињства. У међувремену, Џеј-Џеј крећу трудови пре времена и рађа сина. |                    |                            |                      |                              |                     |           |                            |
| 73 | 8                  | "Ремек-дело"               | Пол Мајкл Глејзер    | Едвард Ален Бернеро          | 19. новембар 2008.  | 408       | 16.33                      |
| Када је нарцисоидни психопата опседнут Фибоначијевим низом признао да је побио седам људи и тврди да ће још петоро помрети, ЈАП покушава да пронађе његове најновије жртве пре него што време истекне. У међувремену, Тодова се бори да се носи са чињеницом да јој екипа још увек не верује.                                                                |                    |                            |                      |                              |                     |           |                            |
| 74 | 9                  | "52. пикап"                | Боби Рот             | Брин Фрејзер                 | 26. новембар 2008.  | 409       | 14.11                      |
| Када је неколико жена из Атланте у Џорџији распоређено и остављено да искрвари до смрти, Јединица за анализу понашања (ЈАП) утврђује да је убица човек који користи свој друштвене чари да намами могуће жртве у смрт. У међувремену, Тодин радни однос са Хочом је стављен на пробу након обмањујућег сусрета са једном од породица жртава.                 |                    |                            |                      |                              |                     |           |                            |
| 75 | 10                 | "Браћа по оружју"          | Глен Кершо           | Холи Харолд                  | 10. децембар 2008.  | 410       | 14.68                      |
| Када је неколико припадника полицијске управе Феникса побијено на дужности, ЈАП жонглира између стицања поверења управе и изградње профила док крећу у хватање убице чија се суровост пореди са његовом одлучношћу. |                    |                            |                      |                              |                     |           |                            |
| 76 | 11                 | "Нормално"                 | Стив Бојам           | Ендру С. Вајлдер             | 17. децембар 2008.  | 411       | 15.16                      |
| Када су три жене из округа Оринџ у Калифорнији побијене из ватреног оружја, ЈАП креће да ухвати осакаћеног серијског убицу пре него што поново нападне. У међувремену, Тодова доноси одлуку која је тера да преиспита свој нови положај, а Џеј-Џеј и њен син изненада долазе у посету.                                                                       |                    |                            |                      |                              |                     |           |                            |
| 77 | 12                 | "Сродне душе"              | Џон Галагер          | Дебра Џ. Фишер и Ерика Месер | 14. јануар 2009.    | 412       | 13.78                      |
| Након хапшења породичног човека из Сарасоте на Флориди због отмице и убистава неколико младих жена, ЈАП сарађује са његовом ћерком у покушају да утврди идентитет његове партнерке и спречи је да убије другу жену. |                    |                            |                      |                              |                     |           |                            |
| 78 | 13                 | "Крвна веза"               | Тим Мејтсон          | Марк Лајнин Брунер           | 21. јануар 2009.    | 413       | 13.82                      |
| Када је пар из Харвеста у Алабами избоден ножем у свом дому, а њихова ћерка отета, Јединица за анализу понашања (ЈАП) утврђује да је злочин починила ромска породица која је спроводила обред са циљем да добије жене за своје синове. |                    |                            |                      |                              |                     |           |                            |
| 79 | 14                 | "Хладна удобност"          | Ана Џ. Форестер      | Ден Дворкин и Џеј Бити       | 11. фебруар 2009.   | 414       | 12.48                      |
| Пошто се Џеј-Џеј вратила са породиљског одсуства, ЈАП путује у Олимпију у Вашингтону како би идентификовала серијског убицу који убија и балсамује младе жене. У међувремену, Роси долази у сукоб са видовњакињом коју је ангажовала мајка последње жртве.                                                                                                   |                    |                            |                      |                              |                     |           |                            |
| 80 | 15                 | "Зоина реприза"            | Чарлс С. Керол       | Оан Ли                       | 18. фебруар 2009.   | 415       | 14.54                      |
| Док истражује низ наизглед неповезаних убистава у Кливленду у Охају, ЈАП утврђује да имитатор убице рекреира технике убиства које су користили серијски убице из прошлости. У међувремену, Роси се лично укључује у случај пошто је сазнао да је последња жртва био студент криминологије који је покушао да му скрене пажњу на случај.                      |                    |                            |                      |                              |                     |           |                            |
| 81 | 16                 | "Задовољство је мој посао" | Гвинет Хордер-Пејтон | Брин Фрејзер                 | 25. фебруар 2009.   | 416       | 13.93                      |
| Када су два корпоративна руководиоца из Даласа у Тексасу отрована док су боравили у луксузним хотелима, ЈАП жонглира између потраге за проститутком са злокобном осветом и убеђивања адвоката жртава да сарађују. |                    |                            |                      |                              |                     |           |                            |
| 82 | 17                 | "Демнологија"              | Едвард Ален Бернеро  | Крис Манди                   | 11. март 2009.      | 417       | 14.34                      |
| Када су тројица мушкараца у градском подручју Вашингтона пронађена мртва под сумњивим околностима, Јединица за анализу понашања (ЈАП) утврђује да је католички свештеник намерно подвргнуо све три жртве смртоносним егзорцизмима. У међувремену, Прентисова се емотивно уплела у случај пошто је сазнала да је једна од жртава била другарица из детињства. |                    |                            |                      |                              |                     |           |                            |
| 83 | 18                 | "Сваштојед"                | Нелсон Мекормик      | Ендру С. Вајлдер             | 18. март 2009.      | 418       | 13.74                      |
| Када се серијски убица из Нове Енглеске поново појави након десетогодишњег одсуства, ЈАП креће да га ухвати пре него што настави тамо где је стао. У међувремену, Хоч се лично укључује у истрагу када бивши главни истражитељ открије запањујућу тајну. |                    |                            |                      |                              |                     |           |                            |
| 84 | 19                 | "Кућа у пожару"            | Феликс Алкала        | Холи Харолд                  | 25. март 2009.      | 419       | 14.36                      |
| Када је ескалирајући серијски пироман побио деветнаест људи у биоскопу у Индијани, ЈАП покушава да утврди његов идентитет и спречи га да запали још један пожар пре него што поново нападне. |                    |                            |                      |                              |                     |           |                            |
| 85 | 20                 | "Сукобљени"                | Џејсон Александер    | Рик Данкл                    | 8. април 2009.      | 420       | 13.61                      |
| Када су два студента мушког пола сексуално нападнута и смртно угушена током одмора на острву Јужни Падре у Тексасу, ЈАП је приморан да преиспита своје почетне теорије о двочланом тандему након неочекиваног обрта који мења ток истраге. |                    |                            |                      |                              |                     |           |                            |
| 86 | 21                 | "Нијансе сиве"             | Карен Гавиола        | Дебра Џ. Фишер               | 22. април 2009.     | 421       | 13.72                      |
| Док је истраживао низ отмица и убистава деце на Трешњином брду у Новом Џерзију, ЈАП открива застрашујућу истину пошто је примећено неколико разлика између најновијег нестанка и прва два убиства. |                    |                            |                      |                              |                     |           |                            |
| 87 | 22                 | "Велики точак"             | Роб Харди            | Сајмон Мирен                 | 29. април 2009.     | 422       | 13.61                      |
| Када су власти у Буфалу у држави Њујорк добиле снимак на којем се види мушкарац како ножем боде агента за некретнине, а потом пише молбу за помоћ, ЈАП креће у лов на опсесивно-компулсивну особу која је побила неколико жена у последњих десет година. |                    |                            |                      |                              |                     |           |                            |
| 88 | 23                 | "Убиство на путу"          | Стив Бојам           | Ден Дворкин и Џеј Бити       | 6. мај 2009.        | 423       | 14.13                      |
| Када су се у Бенду у Орегону догодила четири кобна бекства са места несреће, ЈАП утврђује да су жртве биле мета убице који жели освету. У међувремену, Гарсија је приморана да донесе личну одлуку пошто је Кевин открио да га СДБ разматра за место у иностранству.                                                                                         |                    |                            |                      |                              |                     |           |                            |
| 89 | 24                 | "Појачање"                 | Џон Галагер          | Оан Ли                       | 13. мај 2009.       | 424       | 13.37                      |
| Када је дванаест људи помрло од измењеног соја антракса у Анаполису у Мериленду, Јединица за анализу понашања (ЈАП) сарађује са Оружаним снагама САД-а како би идентификовала починиоца пре него што изврши нови напад. У међувремену, екипа се емотивно укључује у случај пошто је један од њихових изложен соју.                                           |                    |                            |                      |                              |                     |           |                            |
| 90 | 25                 | "До пакла... (1. део)"     | Чарлс Хејд           | Крис Манди                   | 20. мај 2009.       | 425       | 13.99                      |
| Када је ратни ветеран из Ираку уложио велики труд да убеди власти да пронађу његову несталу сестру, ЈАП креће у хватање серијског убице који отима бескућнике из Детроита у Мичигену и кријумчари их у Канаду због изопаченог плана. |                    |                            |                      |                              |                     |           |                            |
| 91 | 26                 | "...и назад (2. део)"      | Едвард Ален Бернеро  | Едвард Ален Бернеро          | 20. мај 2009.       | 426       | 13.99                      |
| Пошто су идентификовали двојицу браће из Онтарија као починиоце нестанка преко осамдесеторо људи, ЈАП жонглира између профилисања браће и спречавања да њихова последња отета особа доживи језиву судбину. У међувремену, убица из прошлости екипе спрема се да се освети једном од њихових.                                                                 |                    |                            |                      |                              |                     |           |                            |